# ابن المحاملي
أَبُو الْحَسَنِ أَحْمَدُ بْنُ مُحَمَّدِ بْنِ أَحْمَدَ بْنِ الْقَاسِمِ بْنِ إِسْمَاعِيلَ بْنِ مُحَمَّدِ بْنِ إِسْمَاعِيلَ بْنِ سَعِيدِ بْنِ أَبَانَ الضَّبِّيُّ الْمَحَامِلِيُّ الْبَغْدَادِيُّ الشَّافِعِيُّ ويُعرف اختصارًا بـ ابن المحاملي (368 – ربيع الآخر 415هـ / 978 – 1024م) فقيه شافعي، وصاحب الإمام أبي حامد الإسفراييني، وهو صاحب كتاب «اللباب» الذي يعد من أمهات كتب الفقه في المذهب الشافعي، والذي نقحه أبو زرعة العراقي (ت 826هـ) وحرره زكريا الأنصاري (ت 926هـ) ثم شرحه في كتاب «تحفة الطلاب شرح تحرير تنقيح اللباب».

## علمه وفضله
قال تاج الدين السبكي في ترجمته: «الإِمَام الْجَلِيل، من رفعاء أَصْحَاب الشَّيْخ أبي حَامِد، وبيته بَيت الْفضل وَالْجَلالَة والفقة وَالرِّوَايَة، وَله التصانيف الْمَشْهُورَة كالمجموع وَالْمقنع واللباب وَغَيرهَا، وَله عَن الشَّيْخ أبي حَامِد تَعْلِيقه منسوبة إِلَيْهِ، وصنف فِي الْخلاف».
وَقَالَ فِيهِ الخطيب: «برع فِي الْفِقْه ورزق من الذكاء وَحسن الْفَهم مَا أربى فِيهِ على أقرانه، وَكَانَ قد سمع من مُحَمَّد بن المظفر وطبقته، ورحل بِهِ أَبوهُ إِلَى الْكُوفَة فَسمع من أبي الْحسن بن أبي السّري وَغَيره. وَسَأَلته غير مرّة أَن يحدثني بِشَيْء من سماعاته فَكَانَ يعدني بذلك ويرجئ الْأَمر إِلَى أَن مَاتَ وَلم أسمع مِنْهُ إِلَّا خبر مُحَمَّد بن جرير عَن قصَّة الْخُرَاسَانِي الَّذِي ضَاعَ هِمْيَانه بِمَكَّة، وَلَا أعلم سمع مِنْهُ أحد غَيْرِي إِلَّا مَا حَدثنِي ابْنه أَبُو الْفضل أَن عَليّ ابْن أَحْمد الْكَاتِب قَرَأَ عَلَيْهِ رِوَايَة الْبَغَوِيّ عَن أَحْمد ابْن حَنْبَل رَضِي الله عَنهُ الْفَوَائِد».
وَقَالَ المرتضى أَبُو الْقَاسِم عَليّ بن الْحُسَيْن الموسوي: «دخل عَليّ أَبُو الْحسن بن الْمحَامِلِي مَعَ أبي حَامِد الإسفرايني وَلم أكن أعرفهُ، فَقَالَ لي أَبُو حَامِد: هَذَا أَبُو الْحسن ابْن الْمحَامِلِي وَهُوَ الْيَوْم أحفظ للفقه مني».
وقال ابن العماد الحنبلي: فيها (سنة 415هـ) توفي أبو الحسن المحاملي، شيخ الشافعية، أحمد بن محمد بن أحمد بن القاسم بن إسماعيل الضّبّي. تفقه على والده أبي الحسين، وعلى الشيخ أبي حامد الإسفراييني، ورحل به أبوه، فأسمعه بالكوفة من [ابن] أبي السري البكّائي، ومات في ربيع الآخر، عن سبع وأربعين سنة، وكان عديم النظير في الذكاء والفطنة، صنّف عدة كتب.

## مصنفاته
له كتاب «المقنع»، و«المجرد»، و«المجموع» قريب من حجم «الروضة» مشتمل على نصوص كثيرة، وكتاب «رؤوس المسائل» مجلدان، وكتاب «عدّة المسافر» وغير ذلك.

## وفاته
توفي ابن المحاملي يَوْم الْأَرْبَعَاء لتسْع بَقينَ من شهر ربيع الآخر سنة خمس عشرَة وَأَرْبَعمِائَة (415هـ).